# Dave Twardzik
David John Twardzik (Hershey, Pensilvania, 20 de septiembre de 1950) es un exjugador y entrenador de baloncesto estadounidense que jugó cuatro temporadas en la ABA y otras cuatro en la NBA. Con 1,85 metros de estatura, lo hacía en la posición de base. Entre 2005 y 2012 fue asistente del mánager general de los Orlando Magic.

## Trayectoria deportiva

### Universidad
Jugó durante cuatro temporadas con los Monarchs de la Universidad de Old Dominion, en las que promedió 20,4 puntos, 10,7 asistencias y 5,4 rebotes por partido. En 1971 llevó a su equipo a disputar la final de la División II de la NCAA. a lo largo de su carrera batió el récord de asistencias de los Monarch, con 880, y el de tiros libres, consiguiendo anotar 548 lanzamientos de 686 intentos, llegando a anotar 24 de 26 en un único partido, ante  Norfolk State. Las 880 asistencias, las 332 que repartió en una temporada, así como los 24 tiros libres en un partido son todos ellos récord del estado de Virginia en la División II.

### Profesional
Fue elegido en la vigésimo sexta posición del Draft de la NBA de 1972 por Portland Trail Blazers, pero acabó firmando contrato con los Virginia Squires de la ABA. En su primera temporada, actuando como base suplente, promedia 5,8 puntos y 2,3 asistencias por partido. Poco a poco va ganando minutos de juego, y así, en la temporada 1974-75 se gana la titularidad, promediando 13,6 puntos y 5,3 asistencias por partido, que hacen que sea convocado para disputar el All-Star Game, en el que anota 14 puntos y roba 4 balones en apenas 15 minutos en pista.
Al término de la temporada 1975-76, la ABA desaparece, fusionándose con la NBA, y Twardzik ficha por los Blazers, el equipo que lo había elegido en el draft cuatro años atrás. Y su llegada al equipo no pudo ser mejor, ya que, ejerciendo labores de sexto hombre y saliendo en muchas ocasiones como titular por delante de Lionel Hollins, ayudaría con 10,3 puntos y 3,3 asistencias en la consecución del anillo de campeones de la NBA, tras derrotar en las Finales a Philadelphia 76ers por 4 a 2.
Jugó 3 temporadas más con los Blazers, siempre a un buen nivel, hasta que al finalizar la temporada 1979-80 anunció su retirada a los 29 años. Su camiseta número 13, como la del resto de titulares en las finales de 1977, fue retirada por la franquicia como homenaje.

### Entrenador y general mánager
Nada más retirarse, pasó a formar parte del equipo directivo de los Blazers, ejerciendo las funciones de Director de Relaciones con la Comunidad, además de ser analista de radio durante 4 años. En 1986 es contratado como entrenador asistente de los Indiana Pacers, ejerciendo durante tres temporadas a las órdenes de Jack Ramsay. En la temporada 1989-90 es contratado como asistente de Don Casey en Los Angeles Clippers.
En 1990 es contratado como asistente en la recientemente creada franquicia de los Charlotte Hornets, pasando al año siguiente a ejercer las funciones de general manager, asumiendo también la dirección de personal durante 4 temporadas. En 1995 es contratado como general mánager de los Golden State Warriors, donde permanece dos temporadas. Tras pasar por los equipos técnicos como ojeador y asistente de Sacramento Kings y Detroit Pistons, en 2003 es contratado como director de ojeadores de los Orlando Magic, pasando a asumir el papel de asistente del general mánager en 2005, cargo que ocupó hasta 2012.

## Estadísticas de su carrera en la NBA y la ABA

### Temporada regular
| Temp.   | Edad | Equipo                 | Liga  | P   | TIT | MIN  | TC  | TCA | %TC  | 3P  | 3PA | %3P  | TL  | TLA | %TL  | R.OF. | R.DEF. | REB | ASIS | ROB | TAP | PER | FP  | PTS  |
| 1972-73 | 22   | Virginia Squires       | ABA   | 80  |     | 17.0 | 1.8 | 3.8 | .461 | 0.0 | 0.1 | .222 | 2.2 | 2.7 | .840 | 0.6   | 1.4    | 2.0 | 2.3  |     |     | 1.5 | 2.5 | 5.8  |
| 1973-74 | 23   | Virginia Squires       | ABA   | 57  |     | 24.8 | 2.9 | 6.0 | .475 | 0.1 | 0.3 | .200 | 2.9 | 3.8 | .785 | 0.9   | 2.3    | 3.2 | 3.0  | 1.1 | 0.1 | 2.1 | 3.0 | 8.7  |
| 1974-75 | 24   | Virginia Squires       | ABA   | 76  |     | 35.3 | 4.7 | 8.6 | .546 | 0.0 | 0.1 | .167 | 4.2 | 5.1 | .826 | 1.2   | 2.0    | 3.3 | 5.3  | 1.7 | 0.1 | 3.5 | 3.1 | 13.6 |
| 1975-76 | 25   | Virginia Squires       | ABA   | 43  |     | 20.3 | 2.3 | 5.0 | .463 | 0.1 | 0.4 | .188 | 2.6 | 3.2 | .813 | 0.7   | 1.4    | 2.1 | 2.9  | 1.4 | 0.1 | 2.2 | 2.5 | 7.3  |
| 1976-77 | 26   | Portland Trail Blazers | NBA   | 74  |     | 26.2 | 3.6 | 5.8 | .612 |     |     |      | 3.2 | 3.8 | .842 | 1.0   | 1.7    | 2.7 | 3.3  | 1.7 | 0.2 |     | 3.1 | 10.3 |
| 1977-78 | 27   | Portland Trail Blazers | NBA   | 75  |     | 24.3 | 3.2 | 5.5 | .592 |     |     |      | 2.4 | 3.1 | .782 | 0.5   | 1.3    | 1.8 | 3.3  | 1.4 | 0.1 | 2.1 | 2.5 | 8.9  |
| 1978-79 | 28   | Portland Trail Blazers | NBA   | 64  |     | 24.5 | 3.2 | 6.0 | .533 |     |     |      | 4.1 | 4.7 | .873 | 0.6   | 1.3    | 1.9 | 2.8  | 1.3 | 0.1 | 2.0 | 2.9 | 10.4 |
| 1979-80 | 29   | Portland Trail Blazers | NBA   | 67  |     | 23.8 | 2.7 | 5.9 | .464 | 0.1 | 0.1 | .571 | 2.9 | 3.8 | .782 | 0.8   | 1.6    | 2.3 | 4.1  | 1.1 | 0.0 | 2.0 | 2.2 | 8.5  |
| Total   |      |                        | TOTAL | 536 |     | 24.7 | 3.1 | 5.9 | .527 | 0.0 | 0.2 | .245 | 3.1 | 3.8 | .821 | 0.8   | 1.6    | 2.4 | 3.4  | 1.4 | 0.1 | 2.2 | 2.7 | 9.3  |
|         |      |                        | NBA   | 280 |     | 24.7 | 3.2 | 5.8 | .552 | 0.1 | 0.1 | .571 | 3.1 | 3.8 | .823 | 0.7   | 1.5    | 2.2 | 3.4  | 1.4 | 0.1 | 2.0 | 2.7 | 9.5  |
|         |      |                        | ABA   | 256 |     | 24.7 | 3.0 | 5.9 | .501 | 0.0 | 0.2 | .196 | 3.0 | 3.7 | .818 | 0.9   | 1.8    | 2.6 | 3.4  | 1.4 | 0.1 | 2.3 | 2.8 | 9.0  |

### Playoffs
| Temp.   | Edad | Equipo                 | Liga  | P  | MIN | TCA | TC  | 3PA | 3P | TLA | TL  | R.OF. | REB | ASIS | ROB | TAP | PER | FP | PTS | %TC  | %3P  | %FT   | MIN  | PTS  | REB | AST |
| 1972-73 | 22   | Virginia Squires       | ABA   | 2  | 29  | 3   | 7   | 0   | 0  | 6   | 6   | 0     | 1   | 3    |     |     | 1   | 3  | 12  | .429 |      | 1.000 | 14.5 | 6.0  | 0.5 | 1.5 |
| 1973-74 | 23   | Virginia Squires       | ABA   | 5  | 83  | 7   | 17  | 0   | 1  | 11  | 15  | 7     | 14  | 5    | 3   | 0   | 6   | 12 | 25  | .412 | .000 | .733  | 16.6 | 5.0  | 2.8 | 1.0 |
| 1976-77 | 26   | Portland Trail Blazers | NBA   | 14 | 354 | 55  | 93  |     |    | 43  | 59  | 4     | 24  | 39   | 16  | 2   |     | 47 | 153 | .591 |      | .729  | 25.3 | 10.9 | 1.7 | 2.8 |
| 1977-78 | 27   | Portland Trail Blazers | NBA   | 6  | 108 | 11  | 23  |     |    | 14  | 14  | 1     | 4   | 11   | 7   | 0   | 10  | 16 | 36  | .478 |      | 1.000 | 18.0 | 6.0  | 0.7 | 1.8 |
| 1978-79 | 28   | Portland Trail Blazers | NBA   | 3  | 77  | 7   | 14  |     |    | 11  | 12  | 4     | 7   | 10   | 5   | 0   | 9   | 14 | 25  | .500 |      | .917  | 25.7 | 8.3  | 2.3 | 3.3 |
| 1979-80 | 29   | Portland Trail Blazers | NBA   | 2  | 20  | 1   | 4   | 0   | 0  | 0   | 0   | 1     | 4   | 2    | 2   | 0   | 3   | 2  | 2   | .250 |      |       | 10.0 | 1.0  | 2.0 | 1.0 |
| Total   |      |                        | TOTAL | 32 | 671 | 84  | 158 | 0   | 1  | 85  | 106 | 17    | 54  | 70   | 33  | 2   | 29  | 94 | 253 | .532 | .000 | .802  | 21.0 | 7.9  | 1.7 | 2.2 |
|         |      |                        | NBA   | 25 | 559 | 74  | 134 | 0   | 0  | 68  | 85  | 10    | 39  | 62   | 30  | 2   | 22  | 79 | 216 | .552 |      | .800  | 22.4 | 8.6  | 1.6 | 2.5 |
|         |      |                        | ABA   | 7  | 112 | 10  | 24  | 0   | 1  | 17  | 21  | 7     | 15  | 8    | 3   | 0   | 7   | 15 | 37  | .417 | .000 | .810  | 16.0 | 5.3  | 2.1 | 1.1 |